# Pauline McNeill

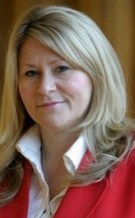
Pauline McNeill

Pauline McNeill (* 12. September 1962) ist eine schottische Politikerin und Mitglied der Labour Party.
McNeill besuchte die Our Lady’s High School in Cumbernauld und das Glasgow College of Building and Printing, an dem sie Abschlüsse in Druckdesign und Graphischer Gestaltung erwarb. Anschließend ging sie an die Universität von Strathclyde und schloss im Fachbereich Jura ab. In den Jahren von 1986 bis 1988 war McNeill Vorsitzende der nationalen Studentenvereinigung und dann bis 1999 Regionalleiterin der Gewerkschaft GMB.

## Schottisches Parlament
Bei den Schottischen Parlamentswahlen 1999 kandidierte McNeill für den Wahlkreis Glasgow Kelvin und errang das Mandat mit deutlichem Vorsprung vor der SNP-Kandidatin Sandra White. In der Folge zog sie in das neugeschaffene Schottische Parlament ein. Bei den Parlamentswahlen 2003 und Parlamentswahlen 2007 verteidigte McNeill ihr Mandat jeweils gegen White. Ein Wechsel trat schließlich zu den Parlamentswahlen 2011 ein und McNeill unterlag trotz Stimmgewinnen erstmals Sandra White und verlor damit ihren Parlamentssitz.
Im Schattenkabinett der Labour Party aus dem Jahre 2011 war McNeill als Ministerin für Kultur und für die Verfassung vorgesehen. Bei den Parlamentswahlen 2016 erhielt McNeill eines von vier Mandaten der Labour Party in der Wahlregion Glasgow und war infolgedessen abermals Parlamentsmitglied.